# 天主教奇克瓦瓦教區
天主教奇克瓦瓦教區（拉丁語：Dioecesis Chiquavana）是馬拉維一個羅馬天主教教區，屬布蘭太爾總教區。
教區成立於1965年3月22日，包括南部區奇克瓦瓦縣和恩桑傑縣，2006年有教友179,886人（佔轄區總人口14.1%）、十二個堂區、廿一名司鐸。現任教區主教為伯多祿·瑪爾定·穆西庫馬。